# Pinduschi
Pinduschi (russisch Пи́ндуши; karelisch Pinduši) ist eine Siedlung städtischen Typs in der Republik Karelien in Russland mit 4598 Einwohnern (Stand 14. Oktober 2010).

## Geographie
Der Ort liegt etwa 125 km Luftlinie nördlich der Republikhauptstadt Petrosawodsk an der Lumbuscha-Bucht – benannt nach dem dort mündenden Fluss Lumbuschka – am nördlichen Ende des Onegasees.
Pinduschi gehört zum Rajon Medweschjegorski und befindet sich sechs Kilometer östlich von dessen Verwaltungszentrum Medweschjegorsk. Es ist Sitz der Stadtgemeinde Pinduschskoje gorodskoje posselenije, zu der außerdem die zwei Dörfer Lumbuschi (2,5 km westlich) und Salmaguba (3 km südlich) sowie die sechs Siedlungen Lumbuschosero, Masselgskaja, Malyga, Wansosero, Welikaja Guba und Witschka gehören. Letztere liegen bis zu 36 km in nordwestlicher Richtung entfernt, bis auf Welikaja Guba entlang der Murmanbahn bei den gleichnamigen Stationen.

## Geschichte
Der Ort wurde 1933 im Zusammenhang mit dem Bau einer Werft im Rahmen der Errichtung des Weißmeer-Ostsee-Kanals, der etwa 15 km südöstlich bei Powenez den Onegasee verlässt, gegründet.
Im Finnisch-Sowjetischen Krieg wurde der Ort am 6. Dezember 1941 während ihres Vorrückens auf Powenez, wo die Front am Weißmeer-Ostsee-Kanal bis Juni 1944 zum Stehen kam, von der finnischen Armee eingenommen. Die finnische Bezeichnung des Ortes während der Okkupationszeit, die bis zum 21. Juni 1944 andauerte, war Pinduinen.
1950 erhielt Pinduschi den Status einer Siedlung städtischen Typs.

### Bevölkerungsentwicklung
| Jahr | Einwohner |
| ---- | --------- |
| 1959 | 4853      |
| 1970 | 3908      |
| 1979 | 5644      |
| 1989 | 6611      |
| 2002 | 5190      |
| 2010 | 4598      |

Anmerkung: Volkszählungsdaten

## Verkehr
Nahe Pinduschi befindet sich die im Gemeindeteil Witschka die gleichnamige Station bei Kilometer 565 der Murmanbahn von Sankt Petersburg nach Murmansk. Die Station dient heute nur dem Güterverkehr; der nächstgelegene Bahnhof mit Personenverkehr ist Medweschja Gora in Medweschjegorsk.
Durch die Siedlung führt die föderale Fernstraße A119, die an der R21 Kola bei Medweschjegorsk beginnt, östlich um den Onegasee über Pudosch und Wytegra verläuft und bei Wologda die M8 Cholmogory erreicht.